# Júbilo Iwata
Júbilo Iwata (ジュビロ磐田 Jubiro Iwata) (Japansk: ジュビロ磐田 Hepburn: Jubiro Iwata) er en professionel japansk fodboldklub, der i øjeblikket spiller i J1 League. Holdets navn Júbilo betyder "glæde" på spansk og portugisisk. Holdets hjemby er Iwata, Shizuoka prefecture , og de spiller på Yamaha Stadion. Til store kampe, såsom Shizuoka Derby mod Shimizu S-Pulse, og mod nogle af de bedste hold i J1, spiller Júbilo på det meget større Ecopa Stadion i Fukuroi By, et stadion der er bygget specielt til VM-slutrunden 2002 . De træner på på Okubo Ground i Iwata og Iwata Sports Park Yumeria.
Som et af de mest succesfulde hold i J. League, har Júbilo har vundet J. League-titel tre gange, og tre gange har de vundet sølv. Júbilo har æren af at være Japans mest succesfulde hold i internationale fodboldturneringer, hvor de optrådte tre på hinanden følgende gange i finalen i Asian Cup, hvor de har vundet en gang, og tabt to gange.

## Sæsoner
| Sæson | Niveau | Liga      | Placering | @     |
| ----- | ------ | --------- | --------- | ----- |
| 2020  | 2.     | J2 League | 6.        | [ 2 ] |
| 2021  | 2.     | J2 League | 1.        | [ 3 ] |
| 2022  | 1.     | J1 League | 18.       | [ 4 ] |
| 2023  | 2.     | J2 League | 2.        | [ 5 ] |
| 2024  | 1.     | J1 League | 18.       | [ 6 ] |